# Chantier (roman)
Pour les articles homonymes, voir Chantier.
Chantier (titre original : Roadwork) est un roman écrit par Stephen King, paru en 1981 sous le nom de plume de Richard Bachman.

## Résumé
Novembre 1973. Bart Dawes est un petit cadre américain typique, à la vie bien rangée. Son existence bascule quand il apprend que sa maison et la blanchisserie où il travaille vont être rasées, pour permettre la construction d'une autoroute. Dawes achète des armes sans sembler être conscient des motivations qui le poussent à le faire. Malgré les avis d'expropriation de la mairie, il ne fait aucune démarche pour trouver une nouvelle résidence, retardant sans arrêt l'échéance ce qui provoque des tensions avec son épouse Mary. Plus grave encore, il fait de même pour la blanchisserie alors que le patron de l'entreprise l'a chargé d'acquérir un nouveau local.
Bien que conscient d'agir contre ses intérêts, Dawes ne peut s'empêcher de saboter délibérément l'achat d'un nouveau bâtiment pour la blanchisserie et il est licencié. Quand Mary apprend la nouvelle, elle le quitte. Peu à peu, alors que le chantier avance, Bart Dawes laisse remonter ses frustrations, bascule dans la violence et la folie. Il apparaît qu'il n'a pas surmonté la mort de son fils Charlie, survenue quelques années auparavant et qu'il est incapable de trancher les liens émotionnels qui le lient à la maison et au lieu de travail où il a vécu heureux pendant des années avec sa femme et son fils. Dawes entre en contact avec Sal Magliore, un homme lié à la Mafia, afin d'acheter des explosifs. Magliore commence par refuser, suspectant un coup monté, et Dawes fabrique des cocktail Molotov, s'en servant pour endommager des engins et un bâtiment du chantier. Magliore, voyant que Dawes est sérieux, finit par lui vendre des explosifs. Dawes les paye en faisant mine de vendre enfin sa maison à la mairie inquiète, car il est désormais le seul habitant qui reste dans son quartier, à la condition de toucher l'argent tout de suite. Dawes confie le reste de l'argent à Magliore pour qu'il revienne plus tard à Olivia Brenner, une jeune auto-stoppeuse que Dawes a rencontrée et qui a passé une nuit chez lui.
En janvier 1974, le jour de la date limite où il doit quitter sa maison, Dawes installe les explosifs partout à l'intérieur. Il se retranche dans sa propriété et échange des coups de feu avec la police quand celle-ci arrive sur les lieux. Des journalistes ne tardent pas à arriver et Dawes négocie pour que l'un d'entre eux vienne l'interviewer. Une fois le journaliste reparti, Dawes fait sauter sa maison avec lui. L'épilogue révèle que la mairie n'avait aucune raison particulière de construire cette nouvelle route, il lui fallait juste dépenser entièrement son budget alloué aux travaux publics afin qu'il ne soit pas réduit l'année suivante.

## Analyse
Chantier est le livre qui se rapproche le plus d'un roman « classique » que King ait écrit avant les années 1990. Écrit juste après Carrie, à l'époque du premier choc pétrolier (mais publié bien plus tard), il présente, comme les autres romans signés du pseudonyme de Richard Bachman, un personnage principal poursuivant une obsession. Bart Dawes recherche « l'illusion d'une réponse » à tout ce qui a contribué à faire partir sa vie en morceaux : les changements économiques, la solitude et l'aliénation, l'échec de son mariage et, par-dessus tout, la mort, causée par le cancer, de son seul enfant. L'obsession de Dawes le conduit inexorablement à la folie et à la mort. Il souffre lui-même d'un « cancer de l'âme » qui le pousse à s'en prendre vainement à ce monde qui lui a fait tant de mal. Roman social, Chantier « dénonce les pressions gouvernementales sur les individus » et met en garde contre la marginalisation de ces derniers par une société conservatrice. Les événements qui exercent leur pression sur Dawes jusqu'à le faire craquer sont tragiques mais n'ont rien d'extraordinaires, King suggérant qu'aucun de nous n'est à l'abri de subir le même sort.

## Adaptation
En août 2019, Barbara Muschietti et Andrès Muschietti annoncent dans une interview radio en Argentine qu'ils produiront une adaptation du roman Chantier, réalisée par Pablo Trapero, et dont le tournage débuterait début 2020.